# Bassecoia
Bassecoia es un género de hierbas o arbustos perteneciente a la antigua familia Dipsacaceae ahora subfamilia de  Caprifoliaceae. Comprende 3 especies 
Su área de distribución natural es el sur de Nepal a China central y el norte de Indochina.

## Taxonomía
El género fue descrito por Brian Laurence Burtt y publicado en Biodiversity, Taxonomy, and Ecology 137. 1999.

## Especies aceptadas
Listado de las especies del género Bassecoia aceptadas hasta abril de 2021:
- Bassecoia bretschneideri (Batalin) B.L.Burtt ≡ Scabiosa bretschneideri Batalin[4]
- Bassecoia hookeri (C.B.Clarke) V.Mayer & Ehrend. ≡ Scabiosa hookeri C.B.Clarke[5]
- Bassecoia siamensis (Craib) B.L.Burtt ≡ Scabiosa siamensis Craib[6]